# 寶山 (大字)
寶山，原稱草山，是臺灣新竹縣寶山鄉的一個傳統地域名稱，位於該鄉東部偏北。相較於今日行政區，其範圍大致包括寶山村、山湖村西北半部。
寶山水庫位於本地區東北部，為新竹科學園區主要供水來源。

## 歷史
台灣清治末期至日治初期，寶山地區為一街庄，稱為「草山庄」，隸屬於竹北一堡。該庄西北與雙溪庄為鄰，北與金山面庄、柯仔湖庄、二重埔庄為鄰，東北與三重埔庄為鄰，東南邊及南邊東段為大壢庄，西南邊及西邊為鷄油凸庄。
1901年（日治明治三十四年）11月，全台廢縣廳改設二十廳，該庄隸屬於新竹廳。1909年（明治四十二年）10月，合併二十廳為十二廳，該庄隸屬不變。1920年（大正九年），廢十二廳改設五州二廳，該庄改制並改名為「寶山」大字，隸屬於新竹州竹東郡寶山庄，大字下有「寶山」、「沙湖壢」小字名。
戰後寶山庄改制為寶山鄉，隸屬於新竹縣，大字亦改制為村。1950年桃、竹、苗分治，寶山鄉隸屬不變。

## 交通
高鐵路線大致以東北—西南走向經過寶山地區西北部，境內未設站，北側最近的是位於竹北六家的新竹站，南側最近的是位於後龍新港的苗栗站，由此等可快速前往高鐵南北各站。
國道3號又稱「福爾摩沙高速公路」，是貫穿台灣西部的兩條縱向高速公路之一，大致以東北東—西南西走向的大弧形經過本地區西北部靠近邊界地帶。境內未設交流道，較近的是位於西北鄰雙溪地區大雅路交會口的寶山交流道，由此進入可快速前往台灣西部各地。
鄉道竹40線（新湖路二段～一段、山湖路）是新城至二重埔的道路，大致以W字形由西南向東北蜿蜒經過本地區，向西南可經三峰前往新城並止於鄉道竹47線，往東北可前往二重埔並止於縣道122號。本道路在本地區境內東段有經過寶山水庫北岸地帶。
鄉道竹83線（寶山路二段～一段）是水仙崙至埔尾的道路，也是本地區西部主要的縱向道路，向北可前往水仙崙接新竹市的寶山路及園區二路，向南可經中大壢前往北埔鄉的埔尾並止於省道台3線。
鄉道竹46線（水仙路）是水仙崙至沙湖壢的道路，也是本地區東部主要的縱向道路。該道路北側端點位於水仙崙附近的鄉道竹83線路口，南側端點位於沙湖壢附近的鄉道竹40線路口。

## 學校
- 寶山國中莒光分部
- 寶山國小
- 寶山國小山湖分校

## 水利設施
- 寶山水庫

## 景點
- 寶山雙胞胎井